# Gorakhpur
Gorakhpur es una ciudad sobre el río Rapti en el sector este del estado de Uttar Pradesh en India. Se encuentra cerca de la frontera con Nepal y a 273 km al este de Lucknow la capital del estado. Es la sede administrativa del distrito de Gorakhpur y de la División Gorakhpur. En la ciudad se encuentra el templo Gorakshanath (Gorakhnath Math), numerosos sitios históricos budistas en sus inmediaciones y Gita Press, la mayor casa editor de textos religiosos Hindú. Gorakhpur es un centro religioso que posee numerosos templos y sitios históricos tanto del budismo como del hinduismo. Gautama Buddha alcanzó el Parinirvana y fue cremado en Kushinagar, que se encuentra cerca de Gorakhpur. Kabir, el poeta místico del siglo XV, se encuentra enterrado en Maghar, un sitio vecino a Gorakhpur.
El Gorakhshapitheshwara (Sumo sacerdote de Gorakhnath Math) es el principal referente cultural de la ciudad. El actual miembro del parlamento por Gorakhpur Shri Yogi Adityanath es el principal sacerdote Gorakhnath Math y sucesor de Shri Avaiydyanath. Numerosos poetas y políticos son oriundos de Gorakhpur.
En Gorakhpur se encuentra la sede de la zona de ferrocarriles del NorEste del Indian Railways y posee la plataforma de ferrocarril más larga del mundo. La ciudad también es un centro educativo y comercial. La ruta que une Nepal con la India pasa por la ciudad.

## Ubicación
El distrito de Gorakhpur se encuentra en la zona entre las latitudes 26°13′N y 27°29′N y las longitudes 83°05′E y 83°56′E. El distrito ocupa el extremo noreste del estado junto con el distrito de Deoria, y comprende una larga franja de terreno al norte del río Rapti, que forma la frontera sur con el distrito de Azamgarh. Al oeste limita con los distritos de Ambedkar y Kabir Nagar, y por el este limita con Deoria y Kushipanjar. Al norte limita con los distritos de Maharajganj y Kushinagar. La ciudad se encuentra a 270 km de la Lucknow la capital del Estado. Gorakhpur se encuentra rodeada por represas en tres de sus laterales.

## Geografía
El distrito se encuentra ubicado en la región de Terai, en el piedemonte del Shivalik Himalaya. Se encuentra a orillas de los ríos Rapti y Rohin que nacen en Nepal, los cuales a menudo causan inundaciones severas. El Rapti se encuentra interconectado con numerosos ríos pequeños que forman meandros en la llanura Indogangética.
Gorakhpur es uno de los distritos más inundables del este de Uttar Pradesh. Los registros de los últimos 100 años muestran un incremento considerable en la intensidad y frecuencia de las inundaciones, con eventos extremos sucediéndose cada tres a cuatro años. Aproximadamente el 20% de la población se ve afectada por inundaciones, las cuales en ciertas zonas ocurren anualmente, y afectan sobremanera la salud y condiciones de vida de las barriadas más pobres, además de dañar las propiedades privadas y públicas.
El Plan de Gestión de Desastres del Distrito de Gorakhpur organiza la coordinación de las tareas de las diversas agencias en caso de inundaciones, sin embargo el mismo no posee un enfoque sistemático para identificar riesgos relacionados con el clima y vulnerabilidades.